# Ruderverein Treviris 1921
Der Ruderverein Treviris 1921 ist ein Sportverein aus Trier.

## Geschichte und Lage
Der Verein wurde im Juni 1921 gegründet, der Impuls zur Gründung ging von Schülern des Friedrich-Wilhelm-Gymnasiums aus. Seit 1936 rudern auch Frauen im Verein. Am 19. November 1947 erfolgte die Wiedergründung nach dem Zweiten Weltkrieg.
Das Bootshaus zwischen Römerbrücke und Konrad-Adenauer-Brücke befand sich an der Mosel und wurde 2022 abgerissen, der Neubau auf demselben Gelände war bis 2023 noch nicht abgeschlossen.

## Bekannte Sportler
Erfolgreichster Sportler des Vereins war der vierfache Olympiateilnehmer Richard Schmidt. Er gewann dabei einmal Gold und zweimal Silber mit dem Deutschland-Achter. Darüber hinaus erruderte er sechs Goldmedaillen bei Weltmeisterschaften und neun Goldmedaillen bei Europameisterschaften.
Die erste Weltmeisterschaftsmedaille gewann Torsten Weishaupt, der mit dem Doppelvierer den dritten Platz bei den Weltmeisterschaften 1994 erkämpfte. Ebenfalls Bronze erhielt Caroline Meyer 2018 mit dem Leichtgewichts-Doppelvierer.